# Teatralnaja
Teatralnaja (ryska: Театральная) är en tunnelbanestation på Zamoskvoretskajalinjen i Moskvas tunnelbana. 
Stationen är döpt efter det närliggande Teatertorget där tre teatrar ligger, bland annat Bolsjojteatern. Teatralnaja öppnades 1938, och har kannelerade pyloner klädda med labradorit och vit marmor vilken sägs vara tagen från Kristus Frälsarens katedral före dennas rivning. Taket är dekorerat med basreliefer.

## Historia
Teatralnaja öppnades 1938 och var södra slutstationen på Zamoskvoretskajalinjen tills den 1 januari 1943 då linjen förlängdes. Stationen hette ursprungligen Plosjtjad Sverdlova, det var inte förrän 1990 som den fick sitt nuvarande namn.

## Byten
På Teatralnaja kan man byta till Ochotnij Rjad på Sokolnitjeskajalinjen, och Plosjtjad Revoljutsii på Arbatsko-Pokrovskajalinjen.